# Bataille de Yinji
Guerre civile chinoise
La bataille de Yinji (尹集战斗) est une bataille disputée à Yinji, (尹集) dans le comté de Wuyang (舞阳) au sud du Henan, entre les Communistes et les partisans du Kuomintang ralliés parmi les anciens collaborateurs des Japonais après la Seconde Guerre mondiale. C’est une bataille de la guerre civile chinoise au lendemain de la Seconde Guerre mondiale, et elle se finit par une victoire communiste.

## Bataille
Le 26 août 1945, la 13e Brigade de la 5e Division de la Nouvelle Quatrième Armée communiste décide de prendre le village de Yinji, dans le Comté de Wuyang au Sud du Henan, après que les anciens partisans des Japonais ralliés à Tchang Kai-shek aient refusés la reddition. Le 38e Régiment, deux bataillons du 39e Régiment, et quatre compagnies du 4e Régiment de la 13e Brigade de la 5e Division de la Nouvelle Quatrième Armée attaquent le village depuis les flancs est et ouest du village. Le 38e Régiment annihile d’abord un régiment de défenseurs aux abords du village, tandis que, à la nuit tombée, les deux bataillons du 39e Régiment écrasent un autre régiment de défenseurs à Baizhuangzhai (柏庄寨). Après avoir perdu deux régiments et la totalité de leurs places-fortes en dehors du village, les défenseurs restant abandonnent le combat et s’enfuient vers Wuyang (舞阳) le 27 août 1945. Les Communistes font 800 prisonniers et récupèrent 300 fusils dans la bataille.